# Autostrada A112 (Belgia)
Autostrada belgiană A112 este o autostradă scurtă situată în suburbia orașului Anvers, care face legătura între centura orașului și autostrada A12.

## Istoric
Această axă rutieră a fost deschisă circulației sub denumirea de autostradă A12a. Data reclasificării sale ca A112 nu este cunoscută.

### Punere în funcțiune
- 1970 : Întregul traseu al autostrăzii

## Traseu
| Descrierea traseului | |      |
| A112                 | |      |
| Wilrijk-Valaar       | Nod rutier între A12 și A112: Breda, Liège, portul Haven 1-999, Aeroportul Internațional Anvers (nod rutier parțial). | A12  |
| 13 - Valaar          | Orașe deservite: Anvers-sud, Hoboken, Wilrijk (nod rutier parțial).                                                   | N177 |
|                      | Tunelul Jan de Vostunnel (780 m).                                                                                     |      |
| 14 - Kiel            | District deservit: Hoboken (nod rutier parțial).                                                                      | N148 |
| Wilrijk-Valaar       | Nod rutier între R1 și A112: Bruges, Gent, portul Haven 1000-2000; Breda (nod rutier parțial).                        | R1   |
| 5a - Het Zuid        | Zonă deservită: Singel (nod rutier parțial).                                                                          | R10  |
|                      | Tunelul Bolivar (200 m).                                                                                              |      |
| A112                 | |      |
| N113                 | |      |